# Мелиља ла Вијеха
Мелиља ла Вијеха ( шп. Melilla La Vieja, Стара Мелиља ) је зидина цитадела шпанског града Мелиље .
Цитадела је једна од највећих тврђава у Шпанији, њена дужина је око 2000 м  .
Мелилья-ла-Вьеха построена в XVI-XVII вв. Некоторые укрепления возводились и после, вплоть до середины XIX века. Поэтому, за образец строительства брали многие фортификационные сооружения разных эпох — от Возрождения до бастионов испано-фламандской школы, построенных в период Бурбонов. Таким образом, в возведении цитадели принимали участие архитекторы итальянского, испанского и фламандского происхождения. Стиль варьируется от раннего Возрождения  до Мудехара и Северного Ренессанса.
Цитадела има четири утврђена објекта. Први се налази на стеновитом рту, са свим цивилним зградама и зидовима, подигнут почетком 18. века . Други се налази на превлаци и обухвата објекте изграђене у 17-18 веку. Трећи је изграђен 1604-1722 као заштита од муслиманских напада. Четврта обухвата утврђења из 18. века  .
Данас је цитадела најважније обележје Мелиље  . На његовој територији налазе се многе историјске знаменитости града, укључујући археолошки музеј, војни музеј, цркву Безгрешног зачећа, као и бројне пећине и тунеле који су коришћени још од времена Феничана .

## Галерија
- Нове зхрада на полеђини старих зграда
- Погледајте Стару Мелију
- Ноћнипогледајте Цитаделу
- Унутар Цитадел